# Trompenburg

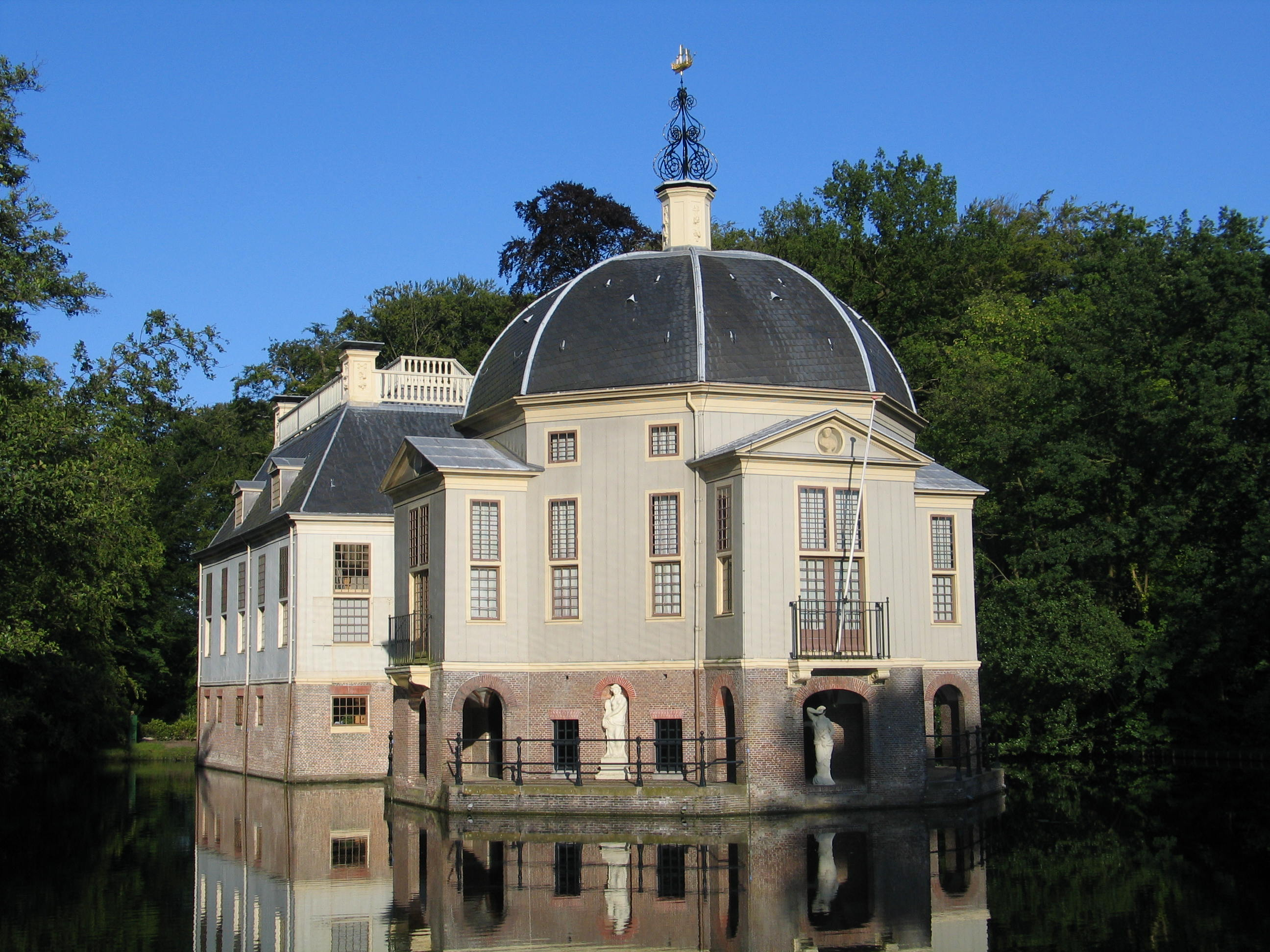
Trompenburg

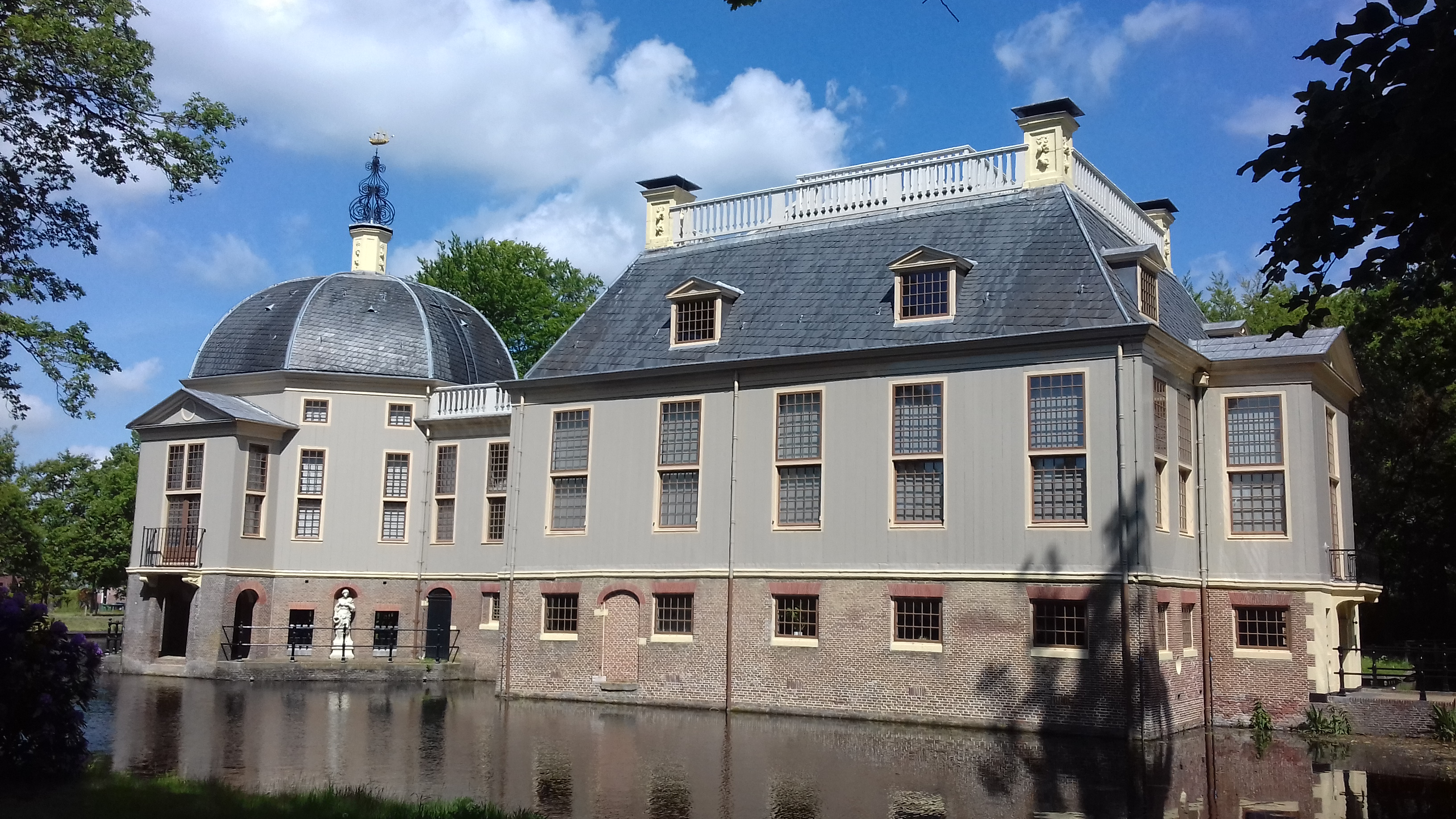
Südostansicht

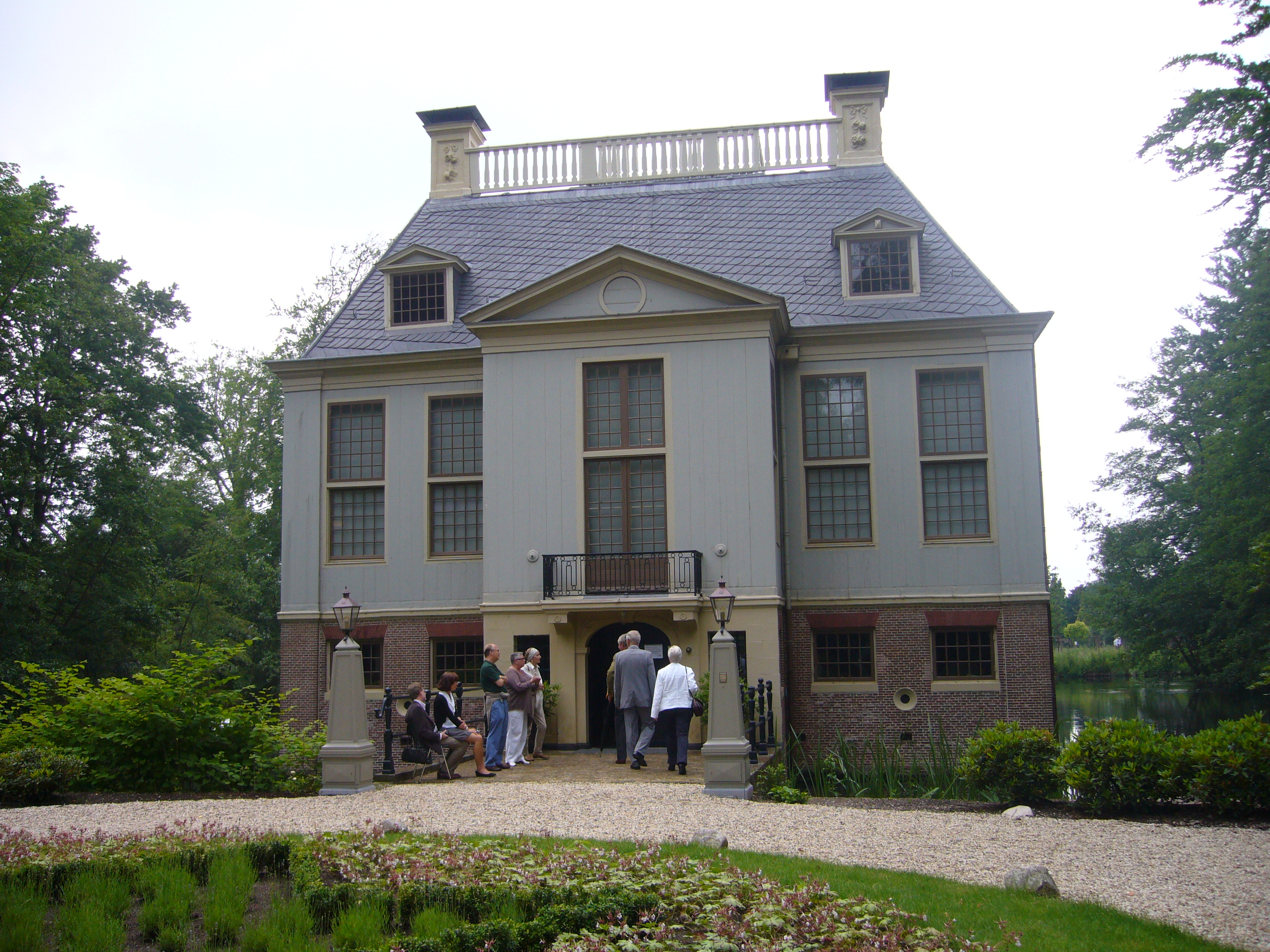
Haupteingang

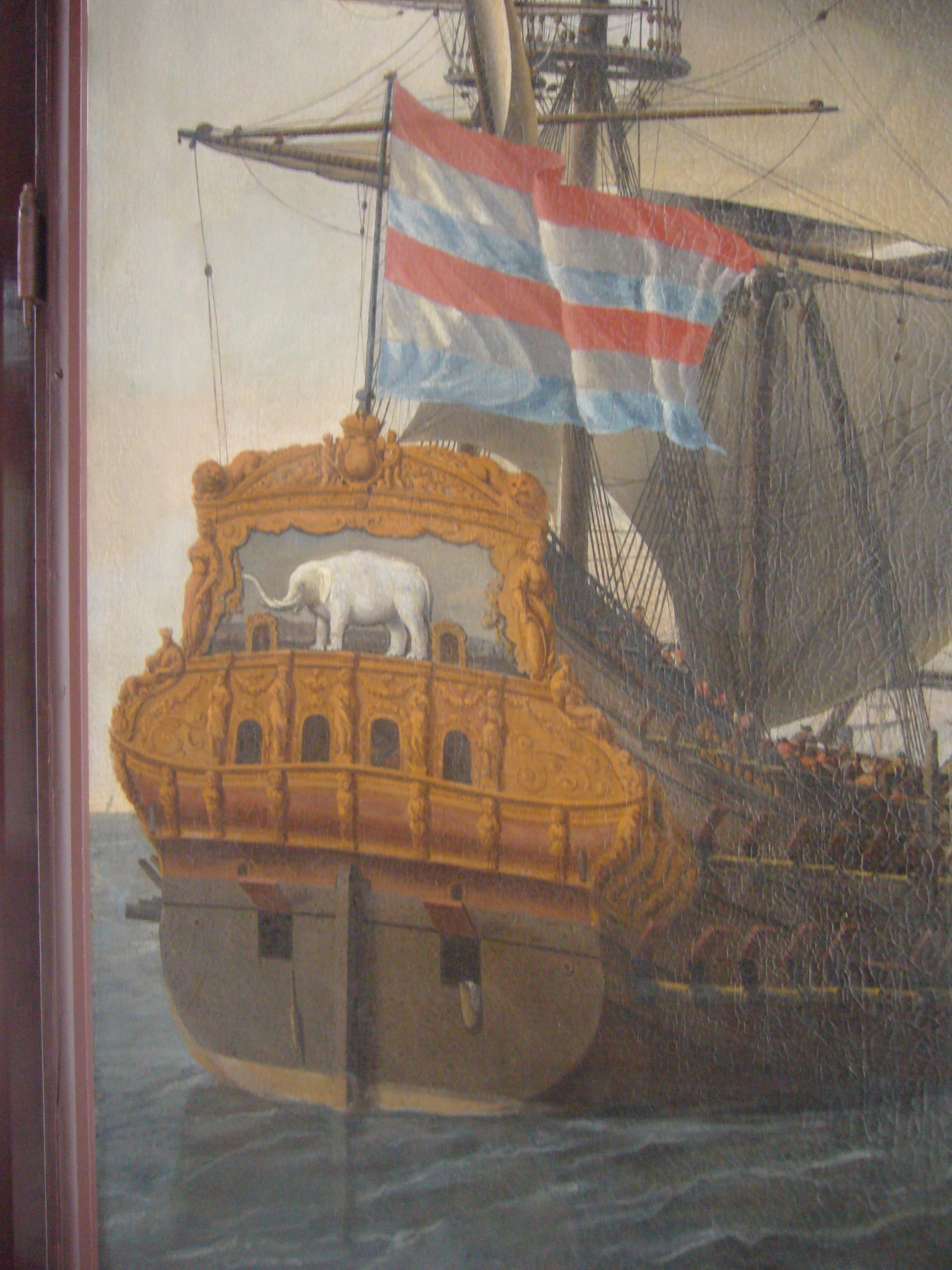
Gemälde des Schiffes De Witte Olifant

Das Schloss Trompenburg (niederländisch Huis Trompenburgh) ist ein bedeutender Landsitz in ’s-Graveland, der wahrscheinlich von Daniel Stalpaert für Admiral Cornelis Tromp, den Sohn des Admirals Maarten Harpertsz Tromp, gebaut wurde. Das Landhaus hat die Form eines Schiffes und ist von Wasser umgeben. Vom Dach, das wie ein Schiffsdeck gestaltet ist, reichte der Blick früher bis zur Zuiderzee. Admiral Tromp empfing in diesem Haus während der Sommermonate Gäste.
Trompenburgh ist ein außergewöhnliches Gebäude aus dem Goldenen Zeitalter, das die Jahrhunderte nahezu unverändert überstanden hat. Als kleiner Bruder des Schlosses Huis ten Bosch ist es eines der besonderen Gebäude der Architektur des 17. Jahrhunderts. Sowohl die Konstruktion, ein Haus mit einer achteckigen Kuppel, als auch die gemalten Dekorationen im Inneren sind von besonderem historischen Wert. Das Haus wurde 1990 in die Top-100-Liste des Rijksdienst voor het Cultureel Erfgoed aufgenommen.

## Geschichte
Wie viele wohlhabende Amsterdamer im Goldenen Zeitalter besaß Cornelis Tromp neben einem großen Grundstück am Oudezijds Voorburgwal ein zweites Haus außerhalb der Stadt. Das Haus in der Stadt wurde während der Wintersaison bewohnt, das Landhaus außerhalb der Stadt während der Sommermonate. Zweimal im Jahr wurden die Bewohner und das Personal, bei weniger wohlhabenden Familien auch Geschirr, Wäsche und Hausrat, von einem Ort zum anderen gebracht, in der Regel per Schiff.
Der erste Entwurf des Landhauses, damals Hooge Dreuvik genannt, stammt aus dem Jahr 1654. Der Auftraggeber war Joan van Hellemondt, der erste Ehemann von Tromps Frau Margaretha van Raephorst. Tromp musste sie 1675–1684 wiederaufbauen lassen, nachdem eine französische Truppeneinheit sie im Katastrophenjahr 1672 völlig zerstört hatte. Der Admiral hatte sich geweigert, eine Abgabe von 3500 Gulden zu zahlen.
Nach 1676 nannte Tromp das Landhaus „Silisburgh“. Damit sollte die Aufmerksamkeit auf den Adelstitel gelenkt werden, den ihm König Christian V. von Dänemark verliehen hatte, nachdem er als Kommandant der Flotte an der Schlacht gegen Schweden teilgenommen hatte. Dies war eine der vielen Auszeichnungen, die er für seine Seemannschaft erhielt. In das Landhaus in ’s-Graveland wurden regelmäßig Gäste eingeladen. Sie erhielten eine vom „Grafen von Silisburgh“ unterzeichnete Einladung. Tromp war ziemlich anspruchsvoll: Die Gäste waren zumeist prominente Persönlichkeiten in Politik, Handel oder auf See. So besuchten der Statthalter Wilhelm III., der französische Marquis von Ausson und Prinz Philipp, Sohn des Großen Kurfürsten von Brandenburg, Tromp in seiner Sommerresidenz.

## Umgebung
Trompenburgh liegt am Rande des Gooi, wo der Sand aus dem Pleistozän unter dem Torf aus dem Holozän verschwindet. Im 17. Jahrhundert war das Gooi noch ein Ödland mit Heiden und Wäldern; ein ideales Jagdgebiet, aber auch geeignet, um Brennholz zu gewinnen. Bei gutem Wetter konnte man im Süden den Turm des Utrechter Doms sehen; Tromp war Mitglied des dortigen Kapitels, ein beliebter Titel, für den er bezahlen musste. Bei gutem Wetter waren die Zuiderzee, Schloss Muiderslot und Naarden zu sehen. Im Westen erhoben sich in der Ferne die Türme von Weesp und Amsterdam.
Von der Aussicht, die Tromp und seine Gäste hatten, ist nicht mehr viel übriggeblieben. Die Gebäude von Kortenhoef und Hilversum und die Bäume, die jetzt die Landgüter von ’s-Graveland umgeben, geben der Gegend ein ganz anderes Aussehen. Die großen Bäume vermitteln den Eindruck, dass die Landschaft schon immer so ausgesehen hat. Das ist nicht der Fall, denn als das Haus 1674 gebaut wurde, war ’s-Graveland gerade erst zurückerobert worden.

## Architektur
Das Haus besteht aus einem Wohnbereich – dem Corps de logis – mit Außenwänden aus Holz. Ein Korridor verbindet das Haus mit einem großen achteckigen Pavillon dahinter. In diesem Pavillon befindet sich der „Kuppelsaal“ mit einer besonderen Wandvertäfelung und Gemälden, die die Verherrlichung der Familie Tromp darstellen. Zu sehen sind Seestücke von den Schiffen Witte Olifant und Hollandia, Seeschlachten (darunter von Willem van de Velde dem Älteren) und Porträts von Vater und Sohn Tromp und ihren Ehefrauen.

## Trompenburgh nach Tromp
Cornelis Tromp starb im Jahr 1691. Seine Frau Margaretha van Raephorst war kurz zuvor, im Jahr 1690, gestorben. Nach ihrem Tod kam es zu einem langjährigen Streit über das Erbe. Da dies bedeutete, dass keine Entscheidungen über Trompenburgh getroffen werden konnten, wurde das Haus an Marineoffiziere wie Philips van der Goes vermietet. Im Jahr 1704 wurde es als „ein Gehöft namens Silisburgh“ versteigert. Jacob Roeters kaufte das Anwesen für 20 000 Gulden. Zwischen 1704 und 1745 änderte er den Namen Silisburgh in „Trompenburgh“, ließ aber das Haus selbst mit Ausnahme einiger weniger Details unverändert. So ließ er zum Beispiel eine Statue der Ruhmesgöttin „Fama“, die in der Mitte des Grabens stand, neben den Statuen der vier Jahreszeiten auf dem Gang unter dem Kuppeldach aufstellen.
Nach dem Tod von Roeters im Jahr 1745 erbte eines seiner drei Kinder, Jacob Roeters jr. das Anwesen. Wahrscheinlich ließ er auf dem Dach ein zweites Belvedere errichten, bei dem auch eine Uhr installiert wurde, die von Pieter van Seelst gegossen wurde und die Jahreszahl 1763 trägt. Er dekorierte auch das vordere rechte Zimmer (auf der Nordseite) im unteren Haus mit der Tapete, die noch zu sehen ist. Er wird auch derjenige gewesen sein, der das Gedicht zu Ehren von Tromp über dem Eingang zum Kuppelsaal angebracht hat. Dieses Gedicht stammt aus dem Jahr 1666 und wurde von Gerard Brandt, dem späteren Biographen von De Ruyter, verfasst:
„Keine Farbe der Malerei, keine Feder, keine Spitze des Stahls, stellte sich durch die Kraft der Kunst den Admiral von Amsterdam vor; den holländischen Römer; den Ruhm der Bataver, der Goldketten und Lorbeerkronen gewann; der wie ein Blitz in Karls stolze Flotte einschlug und von Schiff zu Schiff im Angesicht des Todes flog; der Tausende verwundete, der Tausende erzittern ließ; dieser kriegerische Tromp wird durch kein Bild, sondern durch Taten leben.“
Im Jahr 1771 verkaufte Roeters jr. das Anwesen an Matthijs Straalman. In einer Beschreibung aus dem Jahr 1797 wird Trompenburgh wie folgt zitiert: „Die Anlage des Ortes befindet sich noch weitgehend in dem Zustand, in dem der Admiral sie angelegt hat; es gibt sogar ganze Alleen mit denselben Bäumen, die der Architekt gepflanzt hat.“ Straalman ließ den Park an die damals vorherrschende Mode des englischen Landschaftsparks anpassen, indem er den „Charakter natürlicher und ungezwungener“ gestaltete. Er ließ auch die Holzbrücke durch einen Damm ersetzen. Die Fenster wurden durch Schiebefenster ersetzt. Der Sohn von Straalman, Anne Willem Straalman, hat die Fenster später im Empire-Stil angepasst. Sein Sohn erbte das Anwesen und ließ Trompenburgh am 16. Juni 1827 „tot amotie“, also zum Abriss, versteigern.
Der Kaufmann Cornelis van IJsseldijk kaufte das Anwesen für 37 160 Gulden, ließ es aber nicht abreißen. Er ließ die Inneneinrichtung, zumindest die Tapeten, nach „modernem Geschmack“ verändern. Nach seinem Tod ging das Haus an Cornelis Jacobus van Bommel van Beukenburg über, der am 31. Mai 1861 starb und festgelegt hatte, dass sein Vermögen und das Haus nach seinem Tod auf seine Tochter Jeanette übergehen sollten. Im August desselben Jahres wurde sie jedoch in die Anstalt in Bloemendaal aufgenommen, so dass Trompenburgh unter die Verwaltung von Treuhändern gestellt wurde. Unter ihrer Aufsicht wurde das fast unbewohnbare Haus renoviert und ab 1864 für 800 Gulden pro Jahr vermietet.
Mitte der 1870er Jahre wurde kein neuer Mieter gefunden: Ende des Jahrhunderts lebte dort ein Pfarrer. Ihm folgte 1899 der Maler Johan Willem Kaiser, Sohn des Direktors des Rijksmuseums Johann Wilhelm Kaiser, der das Anwesen für 700 Gulden pro Jahr mietete und für den das große Zimmer auf der rechten Seite der Beletage, das normalerweise als Esszimmer genutzt wurde, aber zu Tromps Zeiten das „Malzimmer“ gewesen war, in ein Atelier umgewandelt wurde.
Im Jahr 1903 starb die Besitzerin Jeanette van Bommel in der Einrichtung, in der sie mehr als vierzig Jahre lang gelebt hatte. Ihre Besitztümer wurden versteigert, und Trompenburgh konnte nur gerettet werden, als Frans Ernst Blaauw, der im benachbarten Gooilust wohnte, das Anwesen erwarb. Von 1921 bis 1953 war Hendrik Johan Middendorp Jr. der Mieter. Im Jahr 1935, ein Jahr vor seinem Tod, vermachte Blaauw das Haus dem niederländischen Staat unter der Bedingung, dass es nicht erweitert oder für einen anderen Zweck als den jetzigen genutzt würde. Die Restaurierung und Instandhaltung des Hauses aus dem 17. Jahrhundert erwies sich als sehr kostspielig. Nach 1953 wurde das Anwesen an das Ehepaar Houthoff-De Groot vermietet, das dort ein halbes Jahrhundert lang lebte.
Im Auftrag des Staatlichen Bauamtes wurden im letzten halben Jahrhundert mehrere Restaurierungsarbeiten durchgeführt. Bei der letzten umfassenden Restaurierung kamen einige bemerkenswerte Dinge ans Tageslicht, wie der große Vogel, der oben in der Halle gemalt ist, und eine einzigartige, mit Grisaillen bemalte Vertäfelung in einem der vorderen Räume. Farbuntersuchungen im Kuppelsaal ergaben, dass die Erkerfenster mit den Schiffstableaus ursprünglich hellblau gestrichen waren, was die theatralische Wirkung noch verstärkt haben muss.

## Trompenburgh seit 2006
Von 2006 bis 2011 stand das Haus Trompenburgh dem Rijksmuseum Amsterdam zur Verfügung. Dort wurden Vorträge, kleine Konferenzen und Ausstellungen abgehalten. Seit Juni 2012 wird es für private Sitzungen des Niederländischen Instituts für Wissenstransfer genutzt.
Der Name Trompenburgh wird immer noch oft falsch geschrieben, vor allem nachdem das Rijksmuseum vor etwa 10 Jahren im Auftrag des Rijksgebouwendienst das h entfernt hat. Dies stellte sich jedoch als Fehler eines Historikers heraus, der es in einem Auszug (schriftliche Abschrift) der Verlosung der Trompenburgh im Jahr 1745 gelesen hatte. In der originalen notariellen Urkunde des Notars Matthijs Maten in Amsterdam steht Trompenburgh geschrieben, weshalb es auch nicht im Nationalen Denkmalregister zu finden ist.
Dieses Denkmal wurde am 15. Januar 2016 an die Stiftung Denkmalerbe übertragen.